# Phare de Travemünde
Le vieux phare de Travemünde (en allemand : Leuchtturm Travemünde) est un phare inactif situé à Lübeck dans le Land de (Schleswig-Holstein), en Allemagne.

## Histoire
Le vieux phare de Travemünde , mis en service en 1827, a été désactivé en 1972 à cause de la construction du Maritim Hotelgesellschaft mbH (de), le plus grand immeuble du quartier de Travemünde à Lübeck, qui l'a occulté. Il est devenu un musée depuis 2004.

## Description
Le phare , est une tour circulaire en brique rouge de 31 m de haut, avec une galerie et une lanterne intégrée dans le dernier étage.
Identifiant :
ARLHS : FED-241 .
|          |
| Le phare |

|      |
| Plan |

|             |
| La lanterne |

### Lien connexe
- Liste des phares en Allemagne